# Samuel Back
Samuel Back (zřídka též Bäck, 2. ledna 1841, Hlohovec - 29. května 1899, Praha) byl v Čechách působící německy mluvící rabín z Horních Uher.

## Život
Jeho rodiči byli Leopold Back a Zipora, rozená Eislerová. 
Samuel navštěvoval školu talmudu a poté ješivy v Uherském Brodě a Bratislavě. V roce 1864 se přestěhoval do Vratislavi, kde nejprve navštěvoval Židovský teologický seminář a od roku 1865 také tamní univerzitu. V roce 1869 v Jeně získal doktorát z filosofie.
Samuel Back se pak stal prvním rabínem nově vzniklé komunity v Litoměřicích. Od roku 1872 byl rabínem na Smíchově u Prahy. Vyučoval také židovské náboženství na německém dívčím gymnáziu v Praze.
Samuel Back byl ženatý a měl několik dětí. 
Zemřel v Praze dne 29. května 1899 a byl pohřben na Starém židovském hřbitově na Smíchově.

## Spisy (výběr)
Samuel Back publikoval několik knih a esejů o židovské náboženské historii a dalších tématech v němčině a hebrejštině.
Německé spisy
- Josef Albos Bedeutung in der Geschichte der jüdischen Religionsphilosophie, Vratislav 1869
- Gedächtnisreden, Vratislav 1872
- Das Synhedrion unter Napoleon I., Prag 1879
- An die Gemeinden und ihre Rabbiner, Prag 1883
- Entstehungsgeschichte der portugiesischen Gemeinde in Amsterdam und Rabbi Menasse ben Israel, 1883
- Elischa ben Abuja-Acher, Frankfurt am Main 1891
- Die Fabel in Talmud und Midrash (in MGWJ 25, 29, 30, 33)
- Die jüdischen Prediger, Sittenlehrer und Apologeten in dem Zeitraume vom 13. bis Ende des 18. Jahrhundert, 1894.
- R. Meir ben Baruch aus Rothenburg, 1895

Hebrejské spisy
- Machsum l'fi hanaar (projednání proti Naar ibri Hillela Lichtensteina), Pressburg 1864.
- Meïl katan (hebrejské elegie o smrti matky), Vratislav 1866.
- Zeror hachajim („Pamětní řeči pro vynikající muže Izraele“), Praha 1888.